# Радимља (некропола)
Радимља је археолошко налазиште у Видовом пољу (3 км западно од Стоца) поред пута Мостар—Требиње, на којем се налази једна од најзначајнијих средњовековних некропола са стећцима.
Укупно постоје 133 споменика, од којих је највећи број клесан у облику сандука и сљемењака. Од тога су 63 украшена примерка. Међу разноврсним рељефним мотивима, најбројније су повијене лозице са тролистовима, тордиране врпце, штитови са мачевима, крстови, разне људске и животињске фигуре, сцене лова, кола и турнира. Осим ових, срећу се и мотиви аркада, спирално повијене лозе са гроздовима и неки други. Појединачне мушке фигуре имају подигнуту руку са релативно великом шаком и прстима. Мисли се да су то „војводске фигуре“. 
Тројица клесара су уклесала своја имена: Миогост, Болашин Богавчић и Ратко Бративоић. По натписима у старој српској ћирилици, који су уклесани на 5 стећака, некропола се приписују феудалној породици Храбрена-Милорадовића и датирана је у XV и XVI век.

## Контроверзе
Иако је локалитет некрополе Радимља заштићен, 2005. године у непосредној близини је подигнут споменик хрватским војницима и цивилима настрадалим у Блајбургу.

## Галерија
- Некропола Радимља код Стоца у Херцеговини.
- Некропола Радимља код Стоца у Херцеговини.